# Zgornje Duplice
Zgornje Duplice este o localitate din comuna Grosuplje, Slovenia, cu o populație de 27 de locuitori.